# Карбонадо
Карбонадо (на английски: Carbonado, звуков файл и буквени символи за произношение ) е град в окръг Пиърс, щата Вашингтон, САЩ. Карбонадо е с население от 621 жители (2000) и обща площ от 1,1 km². Намира се на 363 m надморска височина. ЗИП кодът му е 98323, а телефонният му код е 360.